# Estatuas de Amón en forma de carnero protegiendo al rey Taharqa

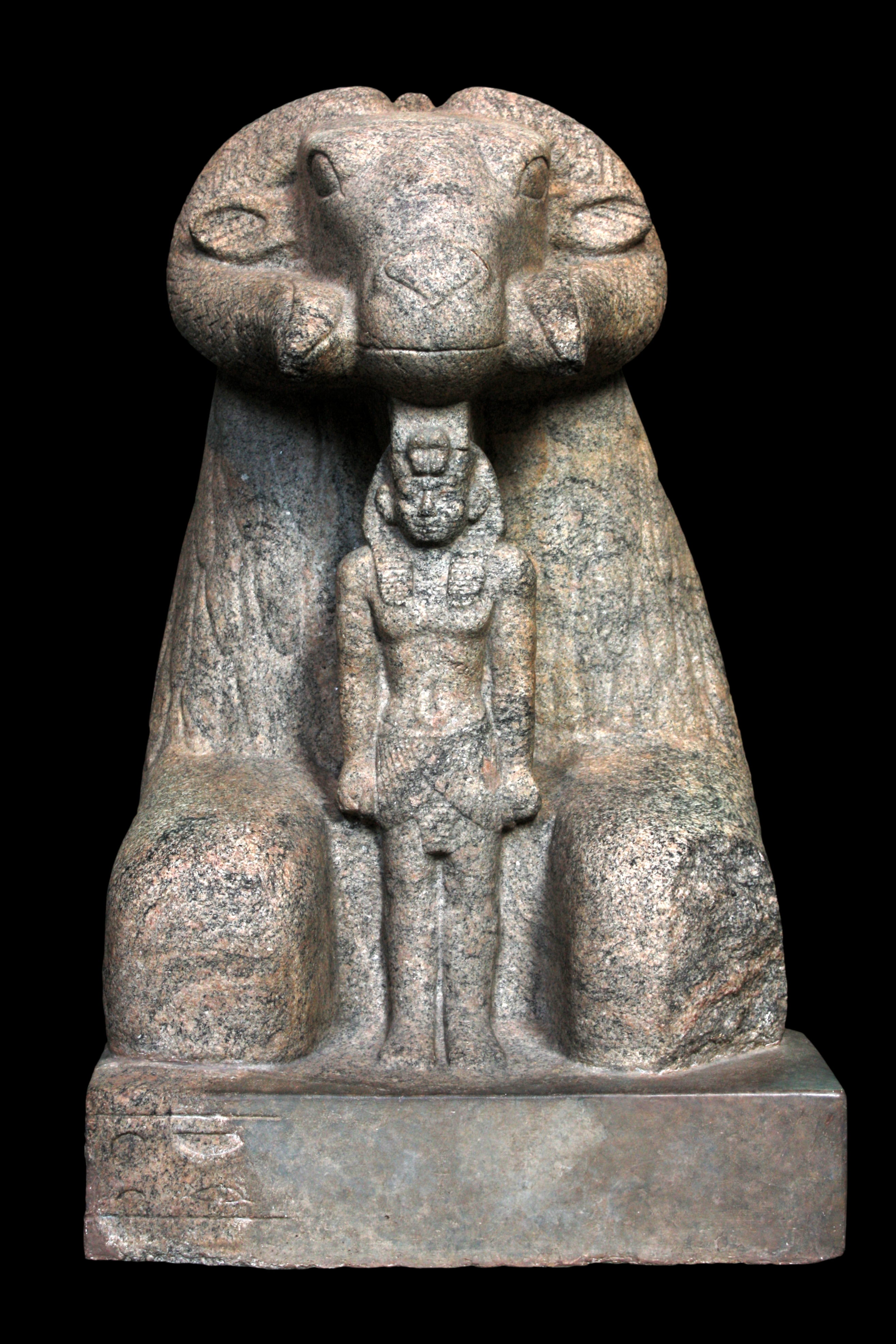
Estatua de granito de Amón en forma de carnero protegiendo al rey Taharqa, Museo Británico

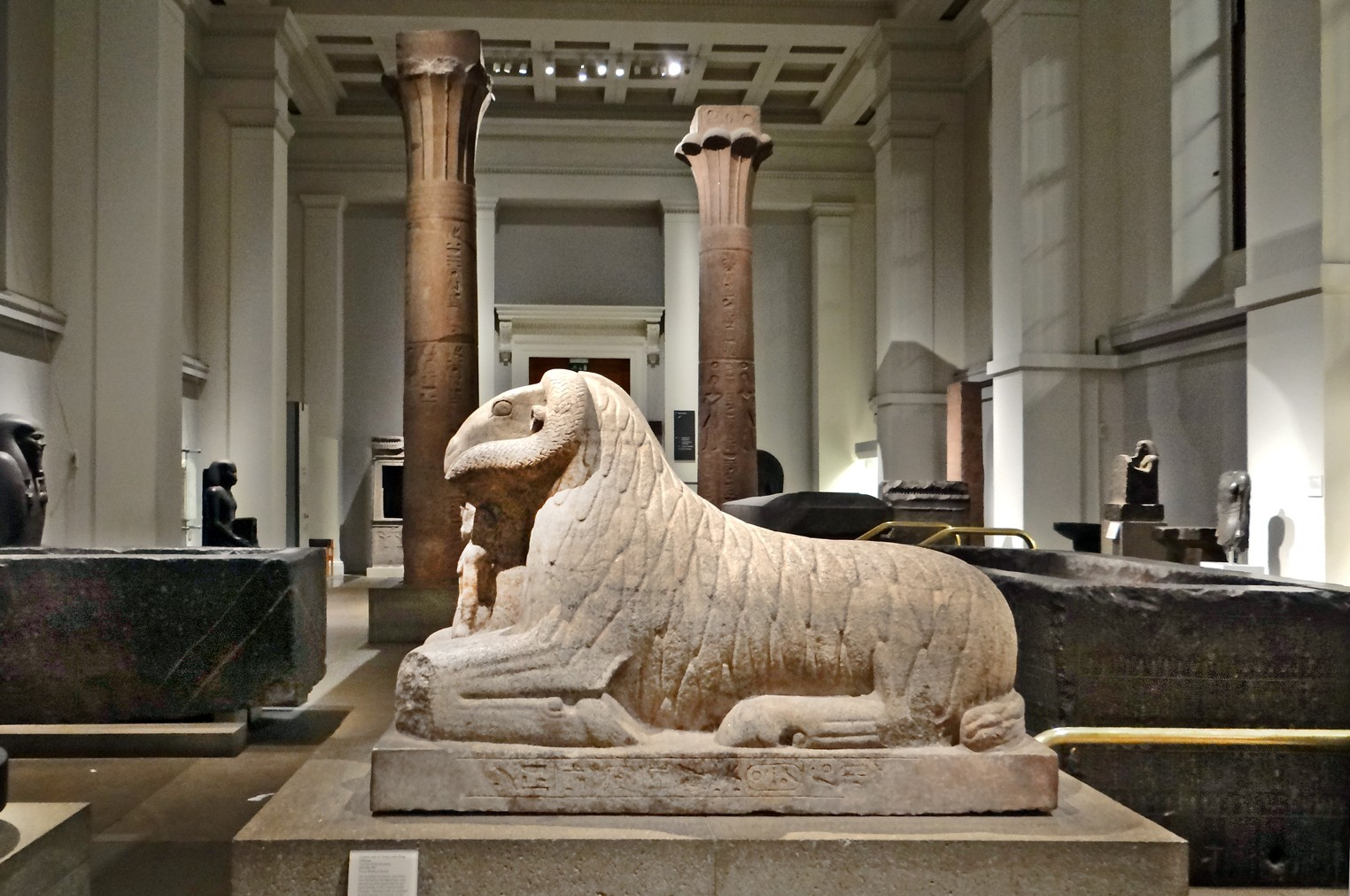
Estatua de granito de Amón en forma de carnero protegiendo al rey Taharqa, Museo Británico.

Al menos tres estatuas de Amón en forma de carnero protegiendo al rey Taharqa, estatuas del Antiguo Egipto de gneis granítico, se mostraban  en el Templo de Amón en Kawa en Nubia (Sudán). La construcción del templo de piedra fue iniciada en el año 683 a. C. por el faraón Taharqa. El carnero es uno de los animales sagrados para Amón, y varios templos dedicados a él, incluido el de Karnak , presentaban estatuas de carneros o esfinges con cabeza de carnero. Son obras creadas durante la dinastía XXV de Egipto o Kushita, perteneciente al Tercer periodo intermedio de Egipto.

## Descubrimiento
Los carneros fueron encontrados por el profesor y egiptólogo británico Francis Llewellyn Griffith (1862-1934) durante sus excavaciones en el templo entre 1930 y 1931. Se encontraron dos pares de bases de arenisca, frente al primer y segundo pilono, respectivamente, en el acceso occidental del templo de piedra, y en dos de ellas se hallaron figuras de carneros. El carnero que empareja al del Museo Británico se conserva en el Museo Ashmolean de Oxford, donde se conservan muchos de los objetos de las excavaciones de Kawa.  El ejemplar del Museo Británico se adquirió en 1933 de las excavaciones del profesor Griffith de Oxford en Nubia.

## Simbología
El carnero representa a Amón, «El oculto», símbolo del poder creador y «Padre de todos los vientos» en la mitología egipcia, originalmente una deidad tebana, cuyo culto se popularizó cuando la ciudad de Tebas pasó a ser una de las más influyentes de Egipto, tras la expulsión de los hicsos a manos de los príncipes tebanos que darían origen a la dinastía XVII.
La figura pequeña representa a Taharqo, Nefertumjura Taharqo, rey de la dinastía XXV de Egipto, o Kushita, cuyo reinado se data de ca. 690 a. C. a 664 a. C.; Manetón lo denominó Tarcos, comentando que reinó 18 años (Julio Africano), Eusebio de Cesarea lo llama Taracos (según Jorge Sincelo) o Saraco (versión armenia) asignándole veinte años de reinado, y además era hermano de Shabitko, el rey precedente, e hijo de Piye, rey nubio de Napata que conquistó Egipto.

## La estatua del Museo Británico
La base de la estatua mide 1,63 m de largo y 0,63 m de ancho, y la estatua mide 1,06 m de alto. El carnero yace boca abajo con las patas delanteras plegadas, y entre ellas protege la figura en pie del rey Taharqa. Un orificio en la parte superior de la cabeza del carnero indica el lugar donde originalmente habría encajado un disco dorado. Una inscripción jeroglífica recorre los lados del pedestal de adelante hacia atrás y proclama a Taharqa como hijo de Amón y Mut, Señora del Cielo, «que satisface plenamente el corazón de su padre Amón».
La pieza se exhibe de forma permanente en el Museo Británico con el número de inventario EA 1779.

## La estatua del Ashmolean
La estatua del Ashmolean se exhibe en las galerías egipcia y nubia rediseñadas, inauguradas en 2011.
En 2005, el entonces escritor residente del Museo Ashmolean, Chuma Nwokolo, Jr., escribió un poema inspirado en la estatua y otras exhibiciones sobre Taharqa.

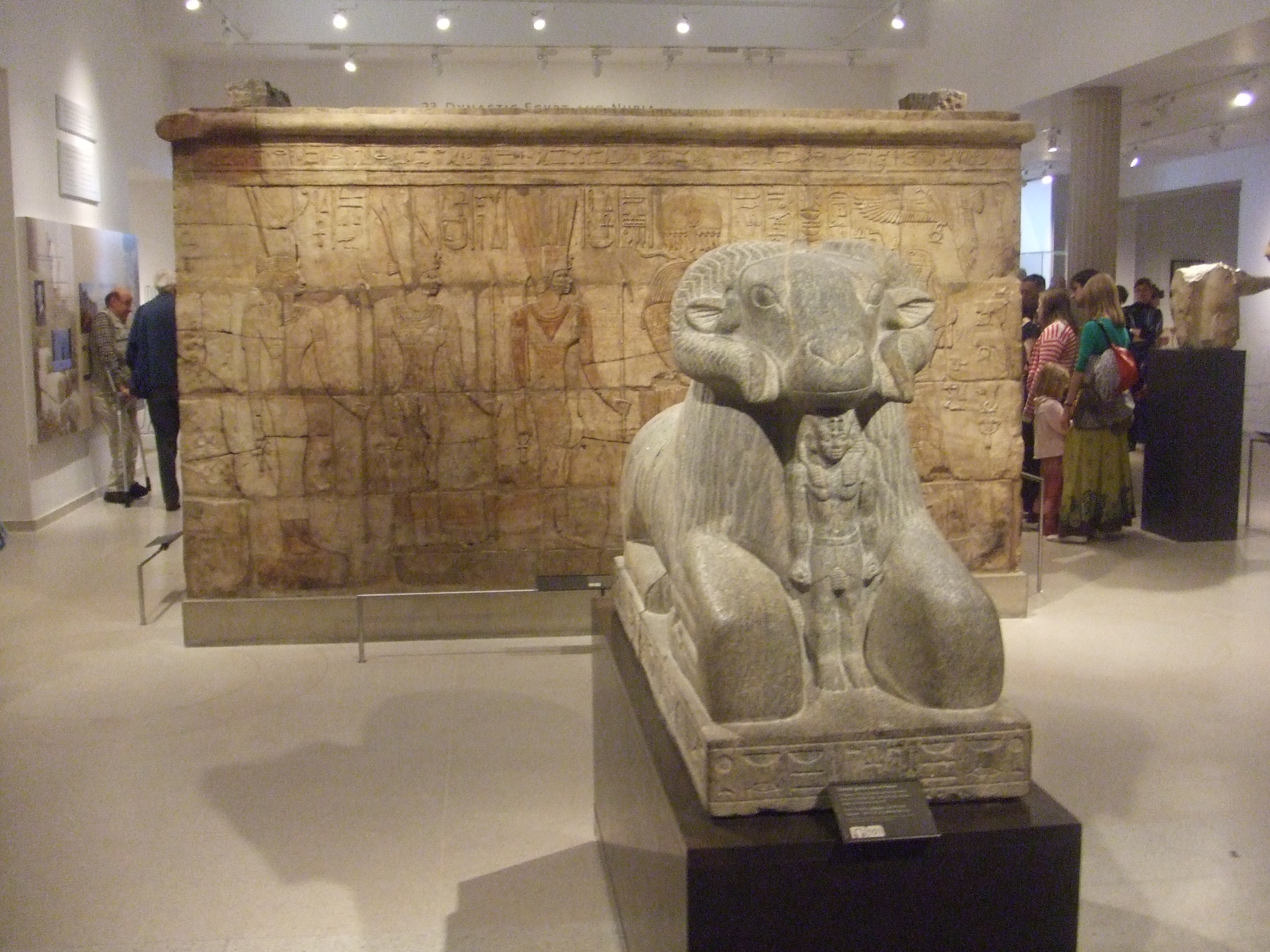
Santuario y Esfinge de Taharqa. Taharqa aparece entre las piernas de la Esfinge-Asero, Museo Ashmolean.
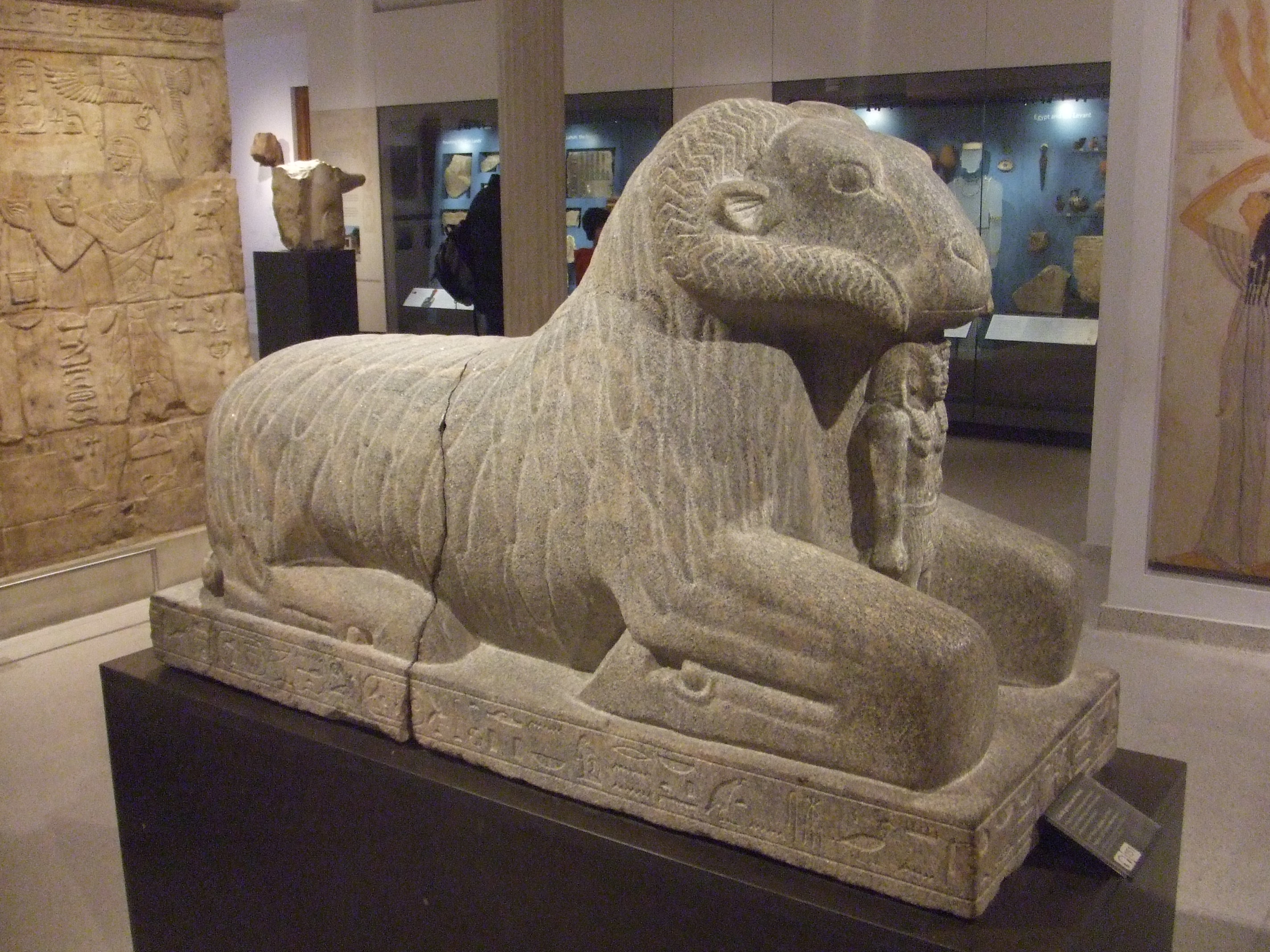
El Carnero-Esfinge y Taharqa
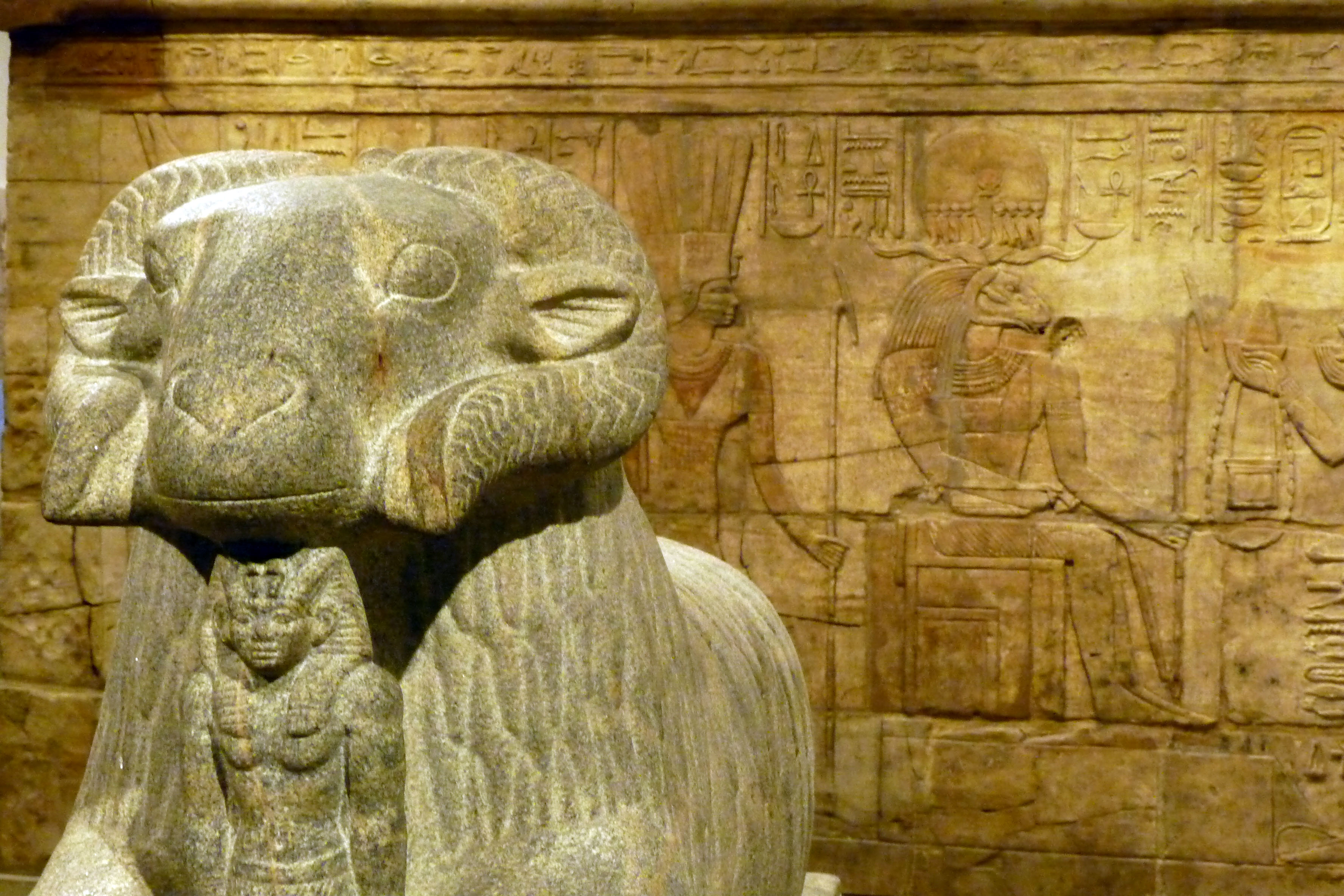
Vista de detalle

## La estatua de Jartum
La tercera estatua se exhibe en el patio del Museo Nacional de Sudán, en Jartum.